# Бистриця Тисменицька
Би́стриця Ти́сменицька (інші назви: Бистриця Підбузька, Бистриця Тисменська) — річка в Україні, в межах Самбірського та Дрогобицького районів Львівської області. Права притока Дністра (басейн Чорного моря).

## Розташування

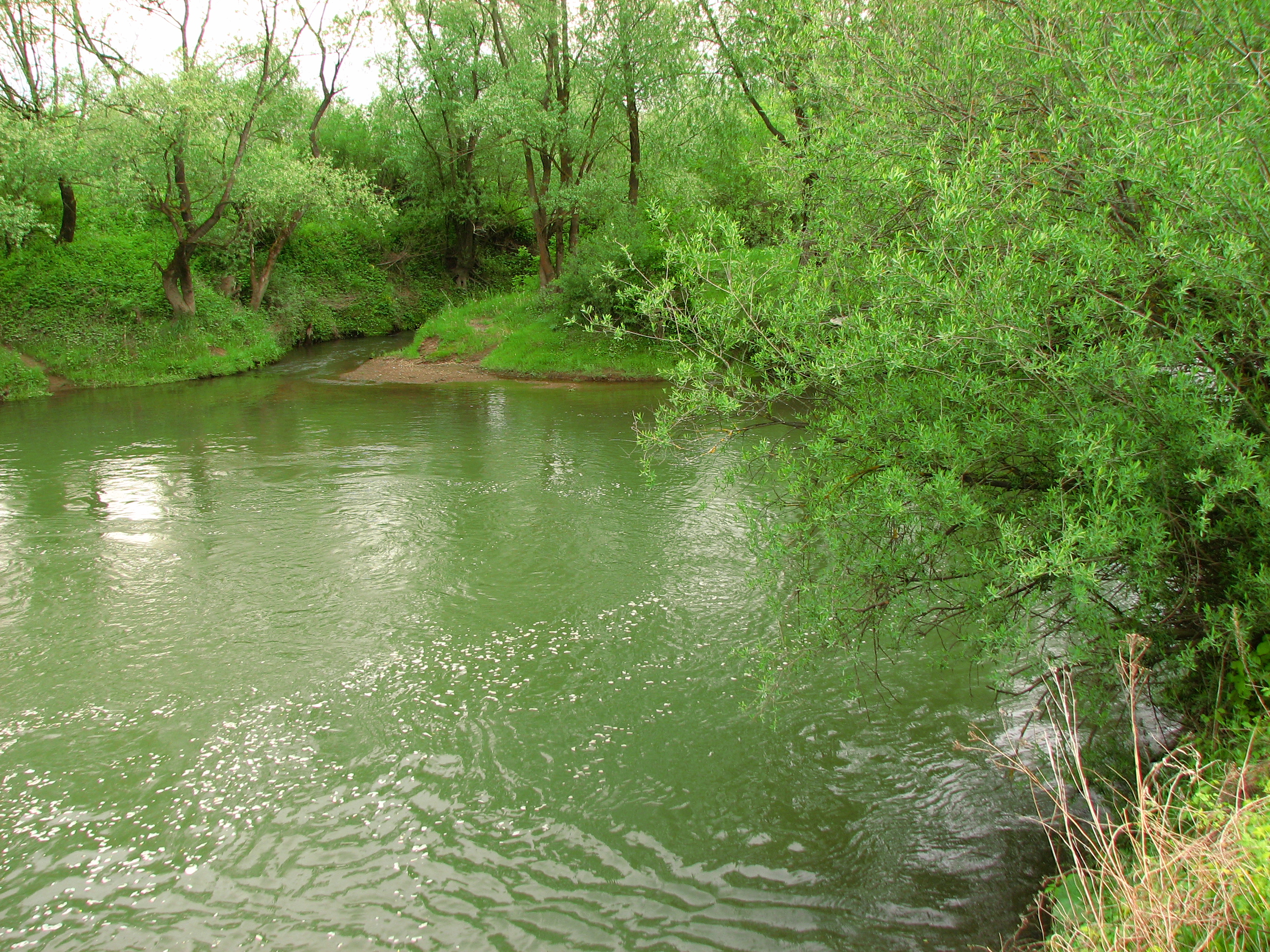
Бистриця Тисменицька біля с.Новошичі

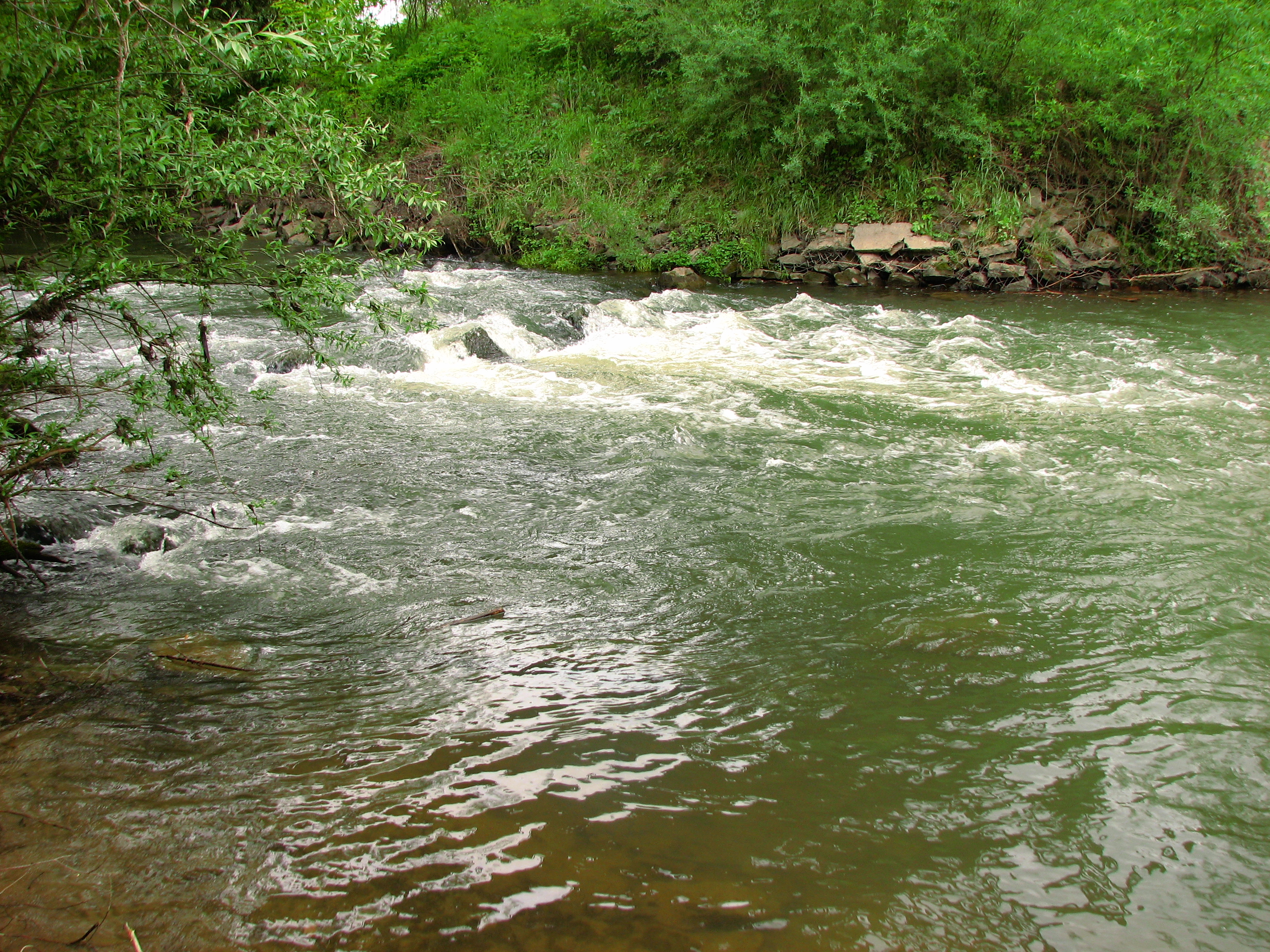
Бистриця Тисменицька біля залізничного моста с.Новошичі

Бере початок у східній частині Верхньодністровських Бескидів (Українські Карпати), з джерел біля села Бистриця. Тече спочатку переважно на північ, у середній і нижній течії — на північний схід. Протікає через села Новошичі, Верхній Дорожів, Грушів і Ролів.

## Опис
Довжина 73 км, площа водозбірного басейну 1 160 км². Похил річки 5,3 м/км. Долина переважно трапецієподібна. Заплава завширшки 100—300 м, багато стариць. Річище звивисте, завширшки 10—50 м, глибина від 0,5—1,5 м до 2,5 м; є обмілини. Нижче від с. Городище розширюється, стає коритоподібною, із заплавою 100—300 м завширшки. Пересічна витрата води біля с. Велика Озимина — 2,15 м³/с, мінералізація води 200—300 мг/л.
Річка замерзає наприкінці грудня, скресає на початку березня. Живлення річки переважно дощове, водний режим нестійкий, характерні весняні повені та дощові паводки.
На річці споруджено Новошицька ГЕС, 4 греблі та ряд ставків. Використовується також для технічних потреб, рибництва та рекреації, у долині річки розвивається зелений туризм.
Найбільші притоки: Опака, Ступнянка, Тисмениця (праві); Черхавка (ліва).
На річці розташовано 17 населених пунктів, серед яких, зокрема, селище Підбуж, і два газогони, через що її екологічний стан незадовільний. Води річки характеризуються гідрокарбонатно-хлоридним натрієво-кальцієвим чи хлоридно-гідрокарбонатним натрієво-кальцієвим складом, на формування хімічного складу яких впливає техногенний чинник.